# Chameleon přilbový
Chameleon přilbový, též chameleon Hoehnelův (Trioceros hoehnelii), je menší druh chameleona pocházející z horských oblastí východní Afriky. Do roku 1963 byl považován za poddruh chameleona dvoupruhého, se kterým je si blízce příbuzný a s společně s chameleonem Elliotovým a chameleony druhů Ch. kinetensis, Ch. rudis, Ch. schoutedeni, Ch. schubotzi a Ch. sternfeldi tvoří příbuzenský komplex Ch. bitaeniatus.
 V současnosti je chameleon přilbový považován za samostatný druh se dvěma poddruhy, T. hoehnelii hoehnelii (Steindachner, 1891) a T. hoehnelii altaeelgonis (Loveridge, 1935). V přírodě je hojný a často je též chován jako terarijní zvíře. Je chráněný, v Úmluvě o mezinárodním obchodu s ohroženými druhy volně žijících živočichů a rostlin je zařazen do přílohy II.

## Popis
Chameleon přilbový je ještěr s velkou hlavou, která je prodloužena ve vysokou konvexní přilbu pokrytou deskovitými šupinami. Límcové laloky zcela chybí. Jako všichni chameleoni má i chameleon přilbový oční víčka srostlá, zůstává jen malý otvor na zornici, a oči se mohou pohybovat do všech stran a nezávisle na sobě. Rostrální lišty tvořené zvětšenými šupinami se sbíhají na nose ještěra a vytváří zde nepravý, zaoblený roh. Tělo je bočně zploštělé a ocas je dlouhý, připadá na něj polovina celkové délky živočicha, a ovíjivý. Silné nohy jsou zakončené prsty srostlými v klíšťky, které předních končetinách tvoří tři vnější a dva vnitřní prsty, na pánevních je tomu naopak. Prsty jsou opatřené silnými drápy. Tělo je pokryté nestejně velkými šupinami, zvětšené zhrublé šupiny jsou nepravidelně rozmístěné po těle ještěra a dále tvoří dvě řady táhnoucí se podél boků. Úzké kuželovité šupiny vytvářejí výrazný hřeben na hrdle ještěra, hřbetní hřeben je vysoký, jednořadý a dosahuje až do dvou třetin ocasu. Samec dorůstá délky až 20 cm, samice jsou až 25 cm dlouhé. Kromě rozdílné velikosti se pohlaví liší též nižší přilbou a hřebeny a nevýrazným rohem u samic, samci jsou výrazněji zbarvení a mají rozšířený kořen ocasu. Základní zbarvení je zelené s bílými, žlutými, červenými, modrými, hnědými či černými odstíny, přičemž některé populace chameleona přilbového se zbarvením liší a tvoří barevné formy, jako je zelená forma s modrou přilbou a černými očními víčky, žlutá forma či šedá forma se žlutavou přilbou a modrými očními víčky a mnoho jiných.

## Výskyt v přírodě a způsob života
Chameleon přilbový je endemit východní Afriky, vyskytuje se pouze v horských oblastech Keni, v pohoří Aberdare a v okolí Velké příkopové propadliny, byl nalezen i na hoře Mount Kenya. Zde jej v 19. století objevil rakouský cestovatel Ludwig von Höhnel, po němž nese latinské pojmenování. Keňský poddruh T. hoehnelii hoehnelii je nominotypický. Mimo Keňu žije pouze na západních svazích hory Mount Elgon v Ugandě, tato populace se označuje jako poddruh Ch. hoehnelii altaeelgonis. Chameleon přilbový je vysokohorským druhem, žije v nadmořských výškách od 1500 m n. m. a vystupuje až do výšek 4000 m n. m. Zde na horských savanách a náhorních plošinách obývá nízké stromy, křoviny, keře či travní trsy, na zem sestupuje jen zřídka. Je přizpůsobený extrémním teplotním výkyvům během dne, kdy denní teploty vystupují na něco málo přes 20 °C, zatímco v noci mohou klesat i na nulu. Je to samotář, ale vnitrodruhová agresivita je poměrně nízká. Výrazně agresivně se vůči sobě chovají dospělí samci a nepřátelské mohou být i březí samice. Je aktivní během dne, kdy vyhledává potravu, hmyz, který uchvacuje lepkavým jazykem. Přirozenými nepřáteli chameleonů přilbových jsou stromoví hadi, jako je mamba zelená či bojga africká. Obranným mechanismem je tanatóza – chameleon při spatření hada zčerná, spadne na zem a předstírá smrt. Páření trvá 10–30 minut a většinou se opakuje až do úspěšného oplození samice, která pak začne samce odhánět. Tento druh chameleona je vejcoživorodý, samice po 150–180 dnech březosti rodí až 20 mláďat v blanitých obalech, ze kterých se mladí chameleoni ihned osvobozují. Mláďata jsou po vylíhnutí zcela samostatná a už po několika hodinách loví hmyz. Po jedné kopulaci může mít samice mláďata i 2x za sebou, případně se po 40-50 dnech po porodu znovu páří. Mladé samice mají mláďat ve vrhu méně. Pohlavně chameleoni dospívají už v půl roce věku, kdy dorůstají poloviny velikosti zcela dospělého jedince. Dožívají se maximálně čtyř let.

## Chov
Chameleon přilbový je často chovaným druhem chameleona a v zajetí se daří jeho rozmnožování i po několik generací. Vhodnější je jednotlivý chov, i když ve větším, dobře osázeném teráriu není vyloučeno držení v párech či v menších skupinách. Minimální velikost terária pro jednotlivce je 60x60x80 cm, přičemž minimálně boční stěny musí být kvůli ventilaci tvořené hmyzím pletivem nebo gázovinou, možné je chov v síťovém viváriu či od dubna do října ve venkovním teráriu za předpokladu, že jsou chovaná zvířata chráněná před přímým sluncem. Jako substrát je vhodná směs písku a rašeliny, terárium je dobré osadit množstvím živých rostlin, jako je Ficus benjamina, Monstera nebo Pothos a vybavit dostatkem větví a lián ke šplhání. Terárium musí být dobře větrané a osvětlené. Chameleon přilbový nesnáší vysoké teploty, denní teplota nesmí překročit 26 °C. Ideální je teplota během dne pouze 18–25 °C se zachováním přirozeného teplotního gradientu a se vzdušnou vlhkostí 60–80 %. Nutností je noční pokles teploty aspoň na 15 °C společně se zvýšením vlhkosti na 80–100 %. Mláďata jsou, co se týče nízké teploty, ještě náročnější, během odchovu do dvou měsíců věku by se teplota v teráriu měla pohybovat mezi 20–22 °C, s nočním ochlazením na 10 °C a se zachováním vysoké vzdušné vlhkosti. V zajetí chameleoni přilboví přijímají jakýkoliv přiměřeně velký hmyz, krmí se cvrčky vhodné velikosti, šváby, zavíječi, pavouky, mouchami či octomilkami, dávají přednost létavému hmyzu a hmyzímlarvám. Krmnou dávku je třeba doplnit vitamíny a minerály. Napájí se olizováním kapek z orosených listů rostlin a kromě toho je dobré chovaná zvířata 1–2x týdně napojit pomocí pipety či injekční stříkačky.

## Chov v zoo
V zoo se jedná o vzácně chovaný druh. Podle databáze Zootierliste byl na počátku roku 2022 chován jen ve dvou evropských zoo: v ruském Petrohradu a v českém Zooparku Zájezd, kde mají největší veřejně přístupnou kolekci chameleonů.